# Luc-sur-Orbieu

Luc-sur-Orbieu este o comună în departamentul Aude din sudul Franței. În 1 ianuarie 2022 avea o populație de 1.159 de locuitori.